# Loxodactylus
Loxodactylus is een geslacht van kevers uit de familie van de loopkevers (Carabidae). De wetenschappelijke naam van het geslacht is voor het eerst geldig gepubliceerd in 1865 door Chaudoir.

## Soorten
Het geslacht Loxodactylus omvat de volgende soorten:
- Loxodactylus australiensis Sloane, 1895
- Loxodactylus carinulatus (Chaudoir, 1865)